# Lâu đài Warwick
Lâu đài Warwick (/ˈwɒrɪk/ ⓘ WORR-ik) là một lâu đài được xây dựng bởi William I của Anh năm 1068. Lâu đài được đầu tiên xây bằng gỗ, sau đó được xây lại bằng đá vào thế kỷ 12. Trong cuộc chiến tranh Trăm Năm, mặt tiền đối diện thị trấn của lâu đài được củng cố trở thành đặc điểm dễ nhận biết của kiến trúc quân sự thế kỷ thứ 14.